# Vladimir Torubarov
Vladimir Torubarov –en serbio, Владимир Торубаров– (Novi Sad, 22 de marzo de 1993) es un deportista serbio que compite en piragüismo en la modalidad de aguas tranquilas.
Ganó dos medallas en el Campeonato Mundial de Piragüismo, en los años 2018 y 2014. En los Juegos Europeos de Cracovia 2023 consiguió una medalla de bronce en la prueba de K4 500 m.

## Palmarés internacional
| Campeonato Mundial | Campeonato Mundial          | Campeonato Mundial | Campeonato Mundial |
| Año                | Lugar                       | Medalla            | Competición        |
| ------------------ | --------------------------- | ------------------ | ------------------ |
| 2014               | Moscú (Rusia)               | Medalla de bronce  | K2 1000 m          |
| 2018               | Montemor-o-Velho (Portugal) | Medalla de plata   | K2 500 m           |
| Juegos Europeos    |                             |                    |                    |
| Año                | Lugar                       | Medalla            | Competición        |
| 2023               | Cracovia (Polonia)          | Medalla de bronce  | K4 500 m           |